# Tour de Comares
Pour les articles homonymes, voir Comares (homonymies).

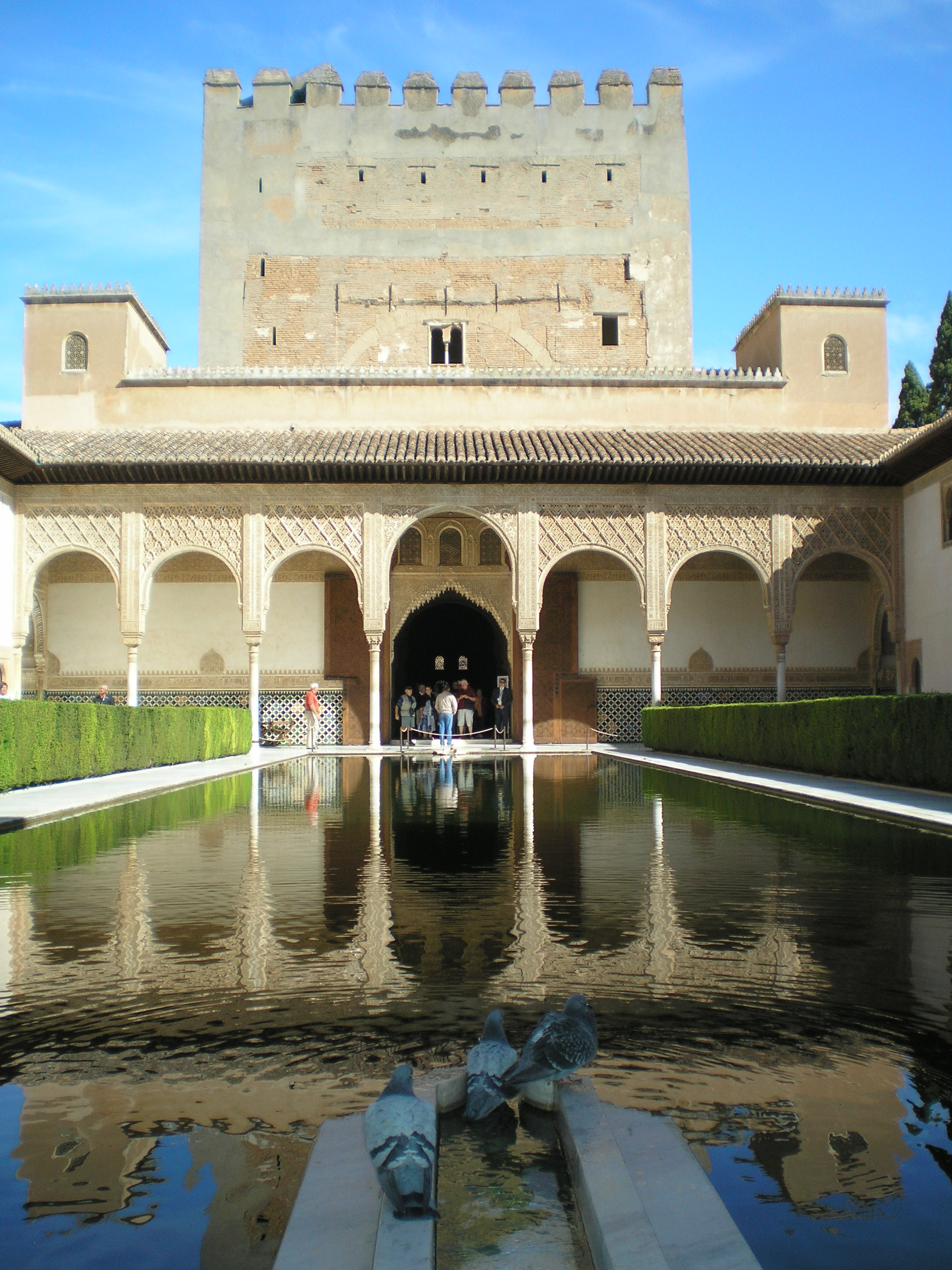
La Tour de Comares domine le palais et participe aux fortifications défensives.

La Tour de Comares (Torre de Comares en castillan) est la plus grande des tours de l'Alhambra de Grenade, en Espagne. Surplombant le palais de Comares, cette imposante tour de 45 mètres de hauteur fait partie des nombreuses tours de défense qui ceinturent l'enceinte de l'Alhambra. Elle est, avec la tour principale de la forteresse de l'Alcazaba, la plus imposante des tours d'enceinte.

## Étymologie
Son nom vient des vitraux qui illuminent la grande salle à l’intérieur de la tour, appelés « comarías ».

## Histoire
L'édifice fut construit au XIVe siècle, sous le règne de l'émir nasride Yusuf Ier de Grenade (1333-1354)

## Description

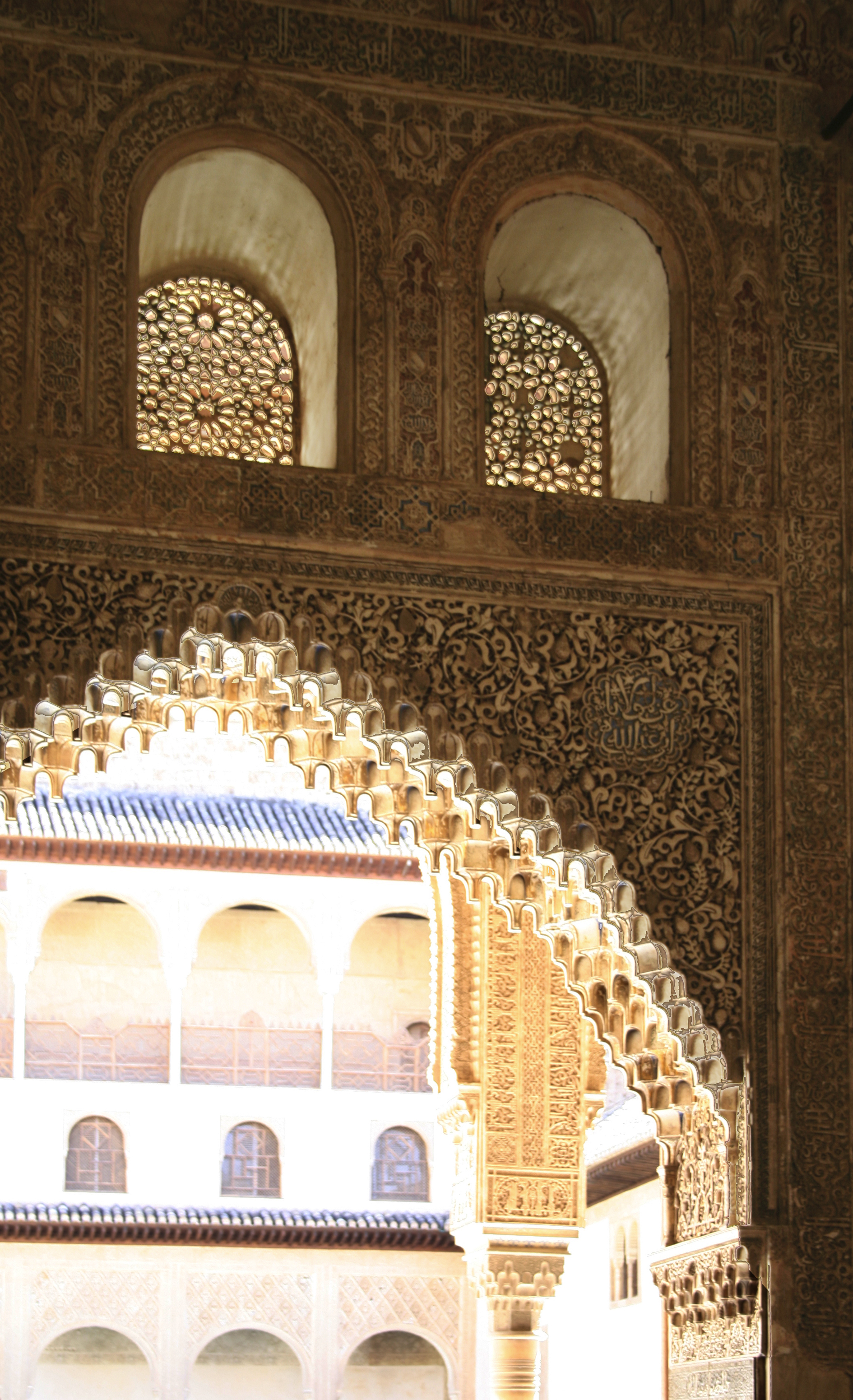
Vue interne de l'entrée de la tour.

La tour de Comares abrite le Salon des Ambassadeurs (Salón de los Embajadores), la pièce la plus majestueuse du palais, symbole du pouvoir nasride d'Al-Andalus.
Un passage étroit avec deux portes sépare les murs de la Salle de la Barque (Sala de la Barca) et ceux de la salle adjointe. La porte de gauche mène à la partie supérieure de la tour, à la chambre d'hiver du Sultan et à la terrasse de la tour. Quant à la porte de droite, elle permet d'arriver à une chambre possédant une petite niche au fond, avec un arc en fer de cheval en ogive décoré de motifs végétaux. Cette pièce était un petit oratoire qui était exclusivement utilisé par l'émir.
La tour de Comares possède plusieurs fenêtres sur les quatre façades, avec des gargouilles comme celles de la Tour de la Justice (Torre de la Justicia) et des merlons auxquelles des pièces pyramidales ont été ajoutées au XVIe siècle.

### Le Salon des Ambassadeurs

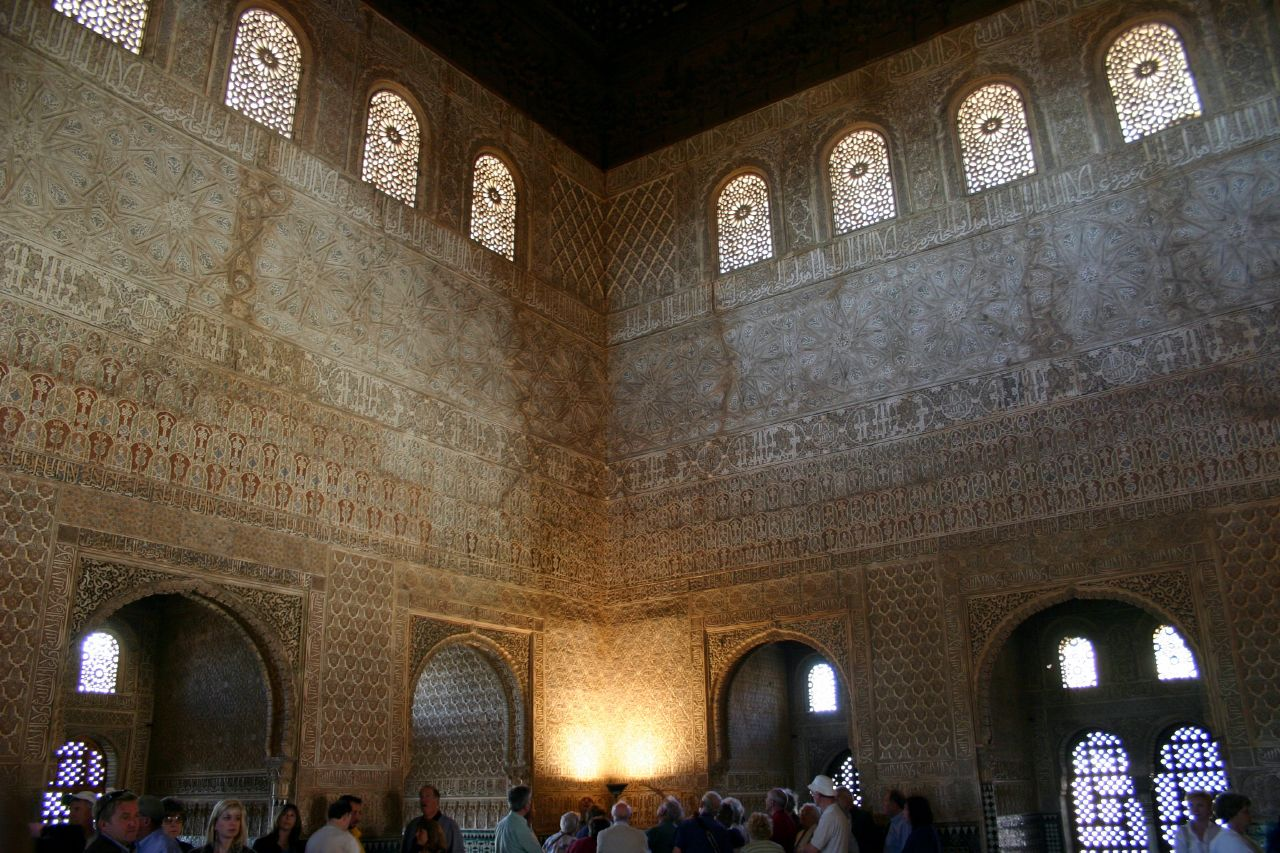
L'intérieur du Salon des Ambassadeurs.

C'est la salle la plus prestigieuse du palais, où se trouvait le trône et où les réceptions officielles étaient organisées.

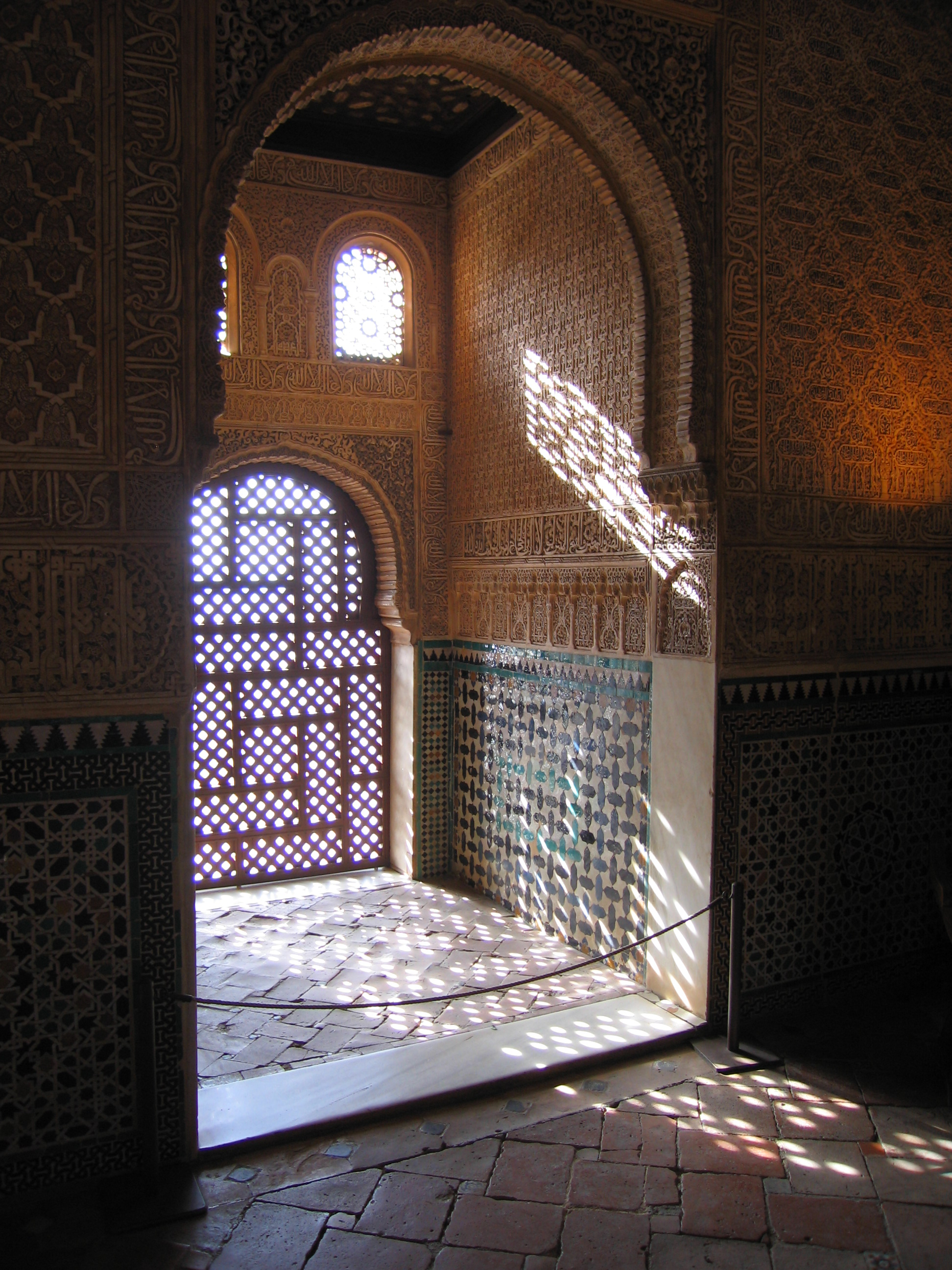
L'une des ouvertures du Salon des Ambassadeurs.

Il s'agit d'une salle carrée, de 11,30 mètres de côté et de 18,20 mètres de hauteur. À l'époque d'Al-Andalus, le sol était en marbre mais il est aujourd'hui composé de carreaux d'argile. Au centre de la pièce figure le blason de la famille des Alamares, fait en azulejos du XVIe siècle.
Les décorations de la salle sont composées d'inscriptions décoratives, de poèmes, de louanges à Dieu ou à l'émir, de la devise des Nasrides ou des textes du Coran.
La pièce est entourée par une plinthe de pièces vitrées qui créent des figures géométriques, sur laquelle ressort la très belle décoration de motifs végétaux qui couvrent le mur, avec une combinaison harmonieuse d'éléments géométriques et végétaux. Au-dessus il y a une corniche de mocarabes (stalactites) peints. Le plafond serait la représentation des Sept Cieux du Paradis Islamique, avec le trône de Dieu dans le huitième ciel, représenté par le cube central de mocarabes. La coupole est une véritable œuvre d'art de charpenterie. Elle est composée par des pans de bois de cèdre couverts d'entrelacs, avec un grand cube de mocarabes au milieu, décoré avec des étoiles d'une telle manière qu'elles semblent être en nacre, argent et ivoire.
Cette distribution crée une atmosphère fraîche puisque la plupart de l'espace est dans la pénombre et en plus la lumière qui y arrivait de l'extérieur produisait des effets d'éclairage intense concentrés sur le trône.

## Légendes

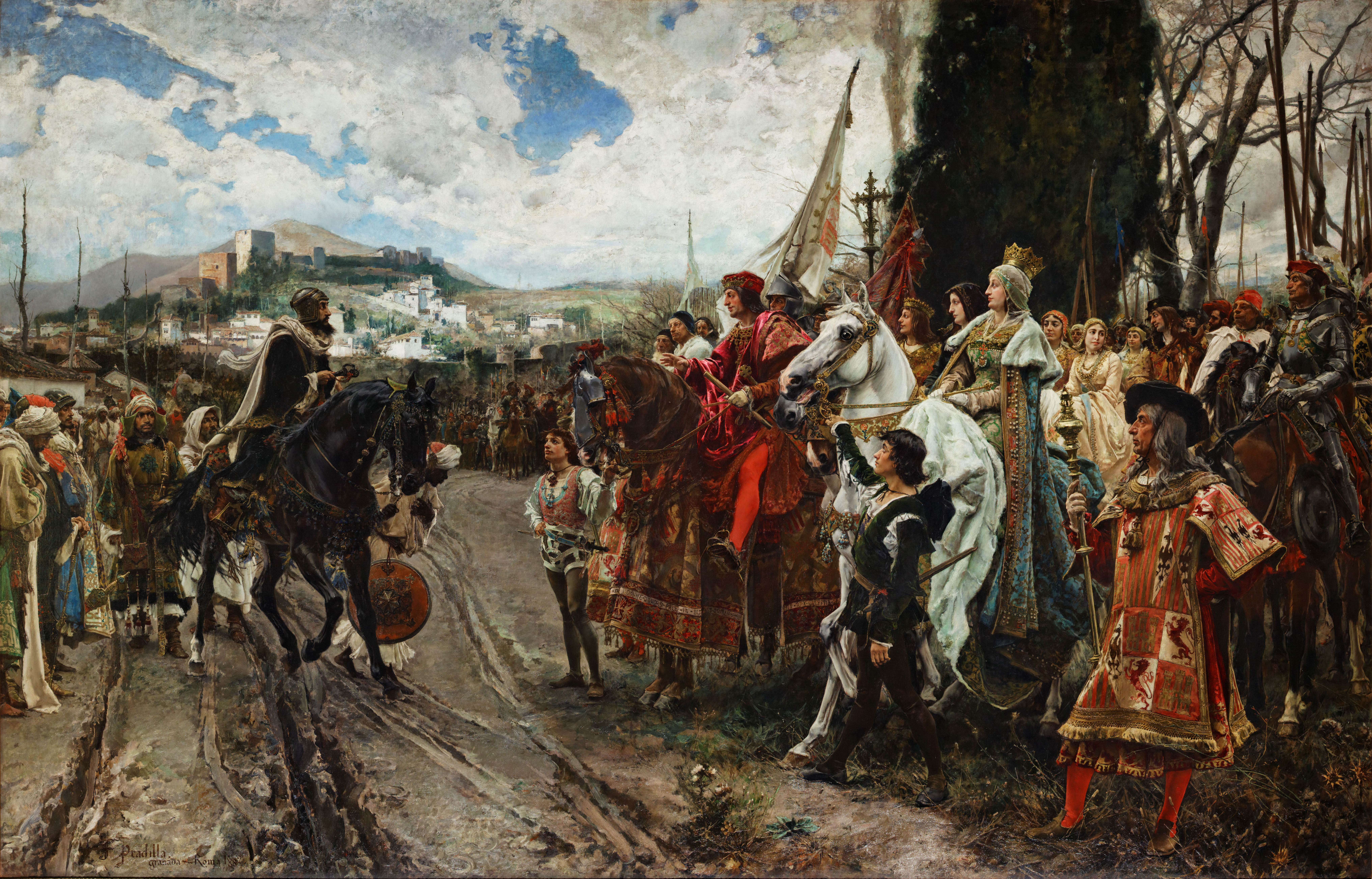
La capitulation de Grenade, par Francisco Pradilla y Ortiz : Boabdil remet les clès de Grenade aux Rois Catholiques le 2 janvier 1492. On aperçoit à l'arrière-plan, l'Alhambra et la Tour de Comares.

On raconte à Grenade que cette tour fut le siège du Conseil de reddition de Grenade aux Rois Catholiques en 1492. Selon la légende, la mère de l'émir nasride Boabdil, lorsqu'elle apprit que son fils était en train de négocier la reddition de la ville avec les Chrétiens, serait allé sur un des balcons de la tour, et lui aurait dit : « Regarde cette cité que tu rends et rappelle-toi que tes aïeux moururent rois et que leur dynastie s'achève avec ton nom. ».
Une autre légende andalouse raconte que ce fut dans la tour de Comares que la Reine Isabelle donna ses bijoux à Christophe Colomb, afin de financer l'expédition du navigateur vers l'Occident, où il découvrit l'Amérique le 12 octobre 1492.